# AK1200
AK1200 (właśc. Dave Minner; ur. ??? na Florydzie w Stanach Zjednoczonych) – amerykański muzyk pracujący przy muzyce jungle i drum and bass.
W 1989 roku, grając głównie electro, Minner rozpoczął karierę DJ-a. Współpracował m.in. z wytwórniami fonograficznymi Suburban Base i Moving Shadow. Żeby wydać Junglized, magazyn dla fanów muzyki jungle, współpracował też z DJ Jeffee.
W 1990 roku otworzył The Hottie Shop – sklep z nagraniami w Orlando na Florydzie.
Jego pierwszą produkcją był remix utworu Flex and Fats Somebody wydany przez brytyjskie wytwórnie Suburban Base i Moving Shadow w 1993 roku. Dzięki temu AK1200 stał się pierwszym w Stanach Zjednoczonych producentem nagrań jungle, którego utwór został wydany w Anglii (kraju z którego wywodzi się Jungle/Drum and bass).  Muzyk został również pierwszym amerykańskim DJ-em, który zagrał w pirackich radiach w Anglii, u boku Mampi Swift i DJ Zinc na Format FM.
Jego debiutancki album, SHOOTTOKILL, był współtworzony z Rob Playford-em z Moving Shadow.
W roku 2000 połączył siły z zaprzyjaźnionymi DJ-ami ze Stanów Zjednoczonych, Dieselboy i DJ Dara, tworząc Planet of the Drums – zespół który objechał całe Stany Zjednoczone.

## Dyskografia
- Fully Automatic (1998)
- Sub Base Classics (1988)
- Lock & Roll – A Drum & Bass DJ Mix (1999)
- Prepare for Assault (1999)
- Mixed Live – Moonshine Overamerica, San Francisco (2001)
- Shoot to Kill (2002)
- At Close Range (2003)
- Weapons of Tomorrow (2007)
- Autopsy (z Gridlok'iem) (2008)